# オブザアイ
株式会社オブザアイ（英: OBSERAI.inc.）は、1988年に設立された映像企画制作プロダクション。
柏原俊保が立ち上げた映像企画制作プロダクションであり、TBSテレビ「世界遺産」などの制作に関わっている。
テレビ番組制作分野では、2002年に「ポートレィト」でグッドデザイン賞中小企業庁長官賞を受賞している。また、カゴメ・野菜生活100などのCMプロデュース実績もある。

## 事業
- テレビ番組 企画・制作
- コマーシャルフィルム 企画・制作
- 劇映画・ドラマ 企画・制作
- 企業向けPR映像 企画・制作
- ウェブページ企画・制作、更新・補修管理

## 主な映像実績

### テレビ番組
- 毎日放送「ポートレィト」[1]
- TBSテレビ「世界遺産」 [2]
- 読売テレビ「BEAT 時代の鼓動」[5]

### CM
- NTTドコモ R&D／夢工場-骨伝導電話編-、夢工場-ワイヤレス充電編-、夢工場-音のバーコード編（第44回（2006年度）ギャラクシー賞CM部門奨励賞[6]）

### 美術・学術関係
- 「白川静 文字講話」[7]